# Морфитт, Даррен
Даррен Морфитт (англ. Darren Morfitt; род. 12 сентября 1973, Хартлпул, Великобритания) — британский актёр. Наиболее известен по роли рядового Уизерспуна в фильме «Псы-воины» (2002) режиссёра Нила Маршалла.

## Биография
Даррен Морфитт родился 12 сентября 1973 года в приморском английском городке Хартлпул в графстве Дарем. В 1997 году окончил Театральную школу Маунтвью (англ. Mountview Academy of Theatre Arts) в Лондоне, после чего в том же году дебютировал на английском телевидении в сериале «Команда мечты».
В 2002 году Даррен Морфитт сыграл роль рядового Фила Уизерспуна в фильме ужасов «Псы-воины». Режиссёр Нил Маршалл ранее рассматривал на эту роль Саймона Пегга, который отказался от неё в пользу съёмок в фильме «Зомби по имени Шон» Эдгара Райта. Тем не менее, Маршалл был впечатлён талантом Морфитта после прослушивания и добавил новые сцены с участием его героя. Впоследствии, в 2007 году, Морфитт снялся в следующем фильме Маршалла — пост-апокалиптическом боевике «Судный день».
В 2023 году снимался в мыльной опере «Улица Коронации» в роли Дома Эверетта (биологического отца героини Элизы Вудроу).

## Личная жизнь
В 2004 женился на актрисе Хелен Лэйтем.

## Фильмография
| Год       |   | Русское название                 | Оригинальное название                   | Роль                                                       |
| --------- | - | -------------------------------- | --------------------------------------- | ---------------------------------------------------------- |
| 1997—1998 | с | Команда мечты                    | Dream Team                              | Дин Хокнелл                                                |
| 1999      | ф | Воины                            | Warriors                                | Питер Скит                                                 |
| 2000      | с | Чисто английское убийство        | The Bill                                | Стив Бёртон                                                |
| 2001      | с | Дэлзил и Пэскоу                  | Dalziel and Pascoe                      | Мэттью Коллингвуд                                          |
| 2002      | ф | Псы-воины                        | Dog Soldiers                            | рядовой Фил «Спун» Уизерспун                               |
| 2005      | ф |                                  | The Government Inspector                | Дэниел Прюс                                                |
| 2008      | ф | Судный день                      | Doomsday                                | доктор Бен Стирлинг                                        |
| 2010      | с | Доктор Кто                       | Doctor Who                              | Марко                                                      |
| 2011      | с | Инспектор Джордж Джентли         | Inspector George Gently                 | Пол Коллисон                                               |
| 2011—2017 | с | Безмолвный свидетель             | Silent Witness                          | сержант Джейсон МакДермотт детектив-констебль Энди Стимсон |
| 2012      | с | По долгу службы                  | Line of Duty                            | Колин Брэкли                                               |
| 2013      | ф | Сейчас самое время               | Now Is Good                             | Марк                                                       |
| 2013      | ф | Как я теперь люблю               | How I Live Now                          | сержант                                                    |
| 2013      | с | Атлантида                        | Atlantis                                | Нилас                                                      |
| 2014      | с | Во плоти                         | In the Flesh                            | Виктор Хальперин                                           |
| 2016      | ф | Кебаб                            | K-Shop                                  | Стив                                                       |
| 2016      | ф | Уна                              | Una                                     | бармен                                                     |
| 2017      | с | Холби Сити                       | Holby City                              | Джерри Фарнелл                                             |
| 2017      | ф | Звёздные войны: Последние джедаи | Star Wars: Episode VIII - The Last Jedi | вахтенный помощник на транспортном корабле                 |
| 2023—2024 | с | Улица Коронации                  | Coronation Street                       | Дом Эверетт                                                |
| 2025      | с | Вера                             | Vera                                    | Джимми Хеббл                                               |